# Formation à distance
Pour les articles homonymes, voir EAD.
 (février 2009).
Si vous disposez d'ouvrages ou d'articles de référence ou si vous connaissez des sites web de qualité traitant du thème abordé ici, merci de compléter l'article en donnant les références utiles à sa vérifiabilité et en les liant à la section « Notes et références ».

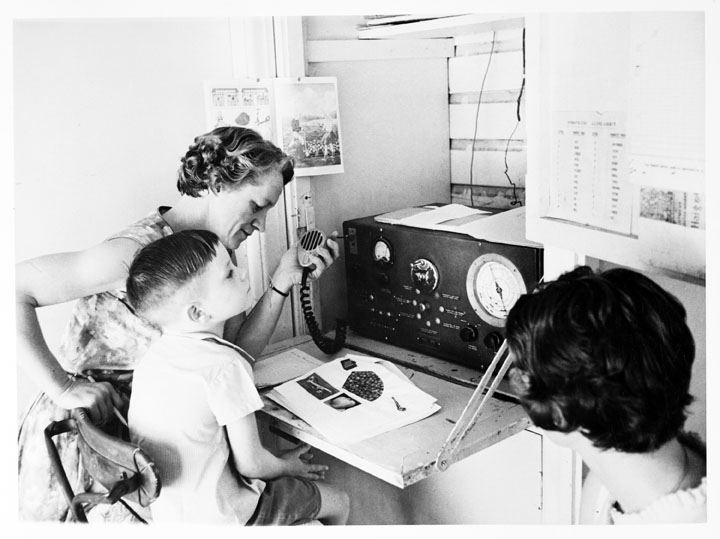
École à distance (par radio) au Queensland vers 1960.

La formation à distance est un dispositif d'enseignement appartenant à la catégorie de la formation ouverte et/ou à distance (FOAD). La FOAD inclut une diversité de pratiques éducatives allant des cours par correspondance, aux MOOC en passant par les formations en ligne. On la retrouve « à tous les niveaux de la formation initiale et continue, des enseignements primaires et des connaissances de base à l’enseignement supérieur en passant par divers domaines des formations professionnelles ».
Il existe plusieurs manières de catégoriser les dispositifs de formation ouverte et/ou à distance. On peut classer les types de FOAD en fonction du lieu et du moment de l'apprentissage : 
- Si les étudiants et les professeurs ne sont pas au même endroit lors de l'enseignement, on utilise le terme de « formation à distance » ;
- Si les enseignements peuvent être suivis à des moments différents (même au sein d'un lieu donné), on utilise le terme de « formation ouverte » ;
- Si les unités de temps et de lieu sont rompues, on utilise le terme de « formation ouverte et à distance ».

Une formation ouverte désigne (en langue française) une formation avec une certaine liberté dans le contenu, les supports ou le rythme d’apprentissage. En langue anglaise, la notion d'ouverture signifie « accessible » : d’une part au niveau des conditions de suivi et de transmission du savoir (par voie postale, radio, internet…), mais également au niveau des conditions d’admission. Ce dernier sens fait référence aux « universités ouvertes » (open-university), dont la première est l’Open University britannique : 
« La formation à distance n’a rien à voir avec la formation ouverte, puisqu’au départ le terme « ouvert » signifiait « ouvert sans diplôme », c’est-à- dire accessible à tout le monde. Lorsque l’Open University a été créée, on pouvait s’y inscrire sans pré-requis, sans diplômes initiaux. ».
Le terme anglais pour « formation ouverte » est finalement plus proche de l’expression « flexible learning » qui permet aux apprenants « d’apprendre quand ils veulent (fréquence, rythme, durée), comme ils veulent (modes d’apprentissages) et ce qu’ils veulent (c’est-à-dire que les apprenants peuvent définir ce qui, pour eux, est un apprentissage ».
La notion de FOAD est privilégiée dans les milieux académiques pour regrouper l'ensemble des dispositifs de « formation à distance », « enseignement à distance » (EAD) ou encore « apprentissage à distance ». La différence entre ces trois appellations réside dans le point de vue adopté : le terme « apprentissage à distance » se place du côté de l'élève tandis que celui d'« enseignement à distance » insiste sur le rôle du professeur. Cette dernière dénomination est particulièrement utilisée par les institutions éducatives et politiques. Enfin le terme de « formation à distance » recouvre quant à lui les deux temps du processus éducatif. Chez les anglo-saxon, « formation à distance » se traduit par « distance education » puisque le mot training réfère plutôt à la formation professionnelle.

## Histoire

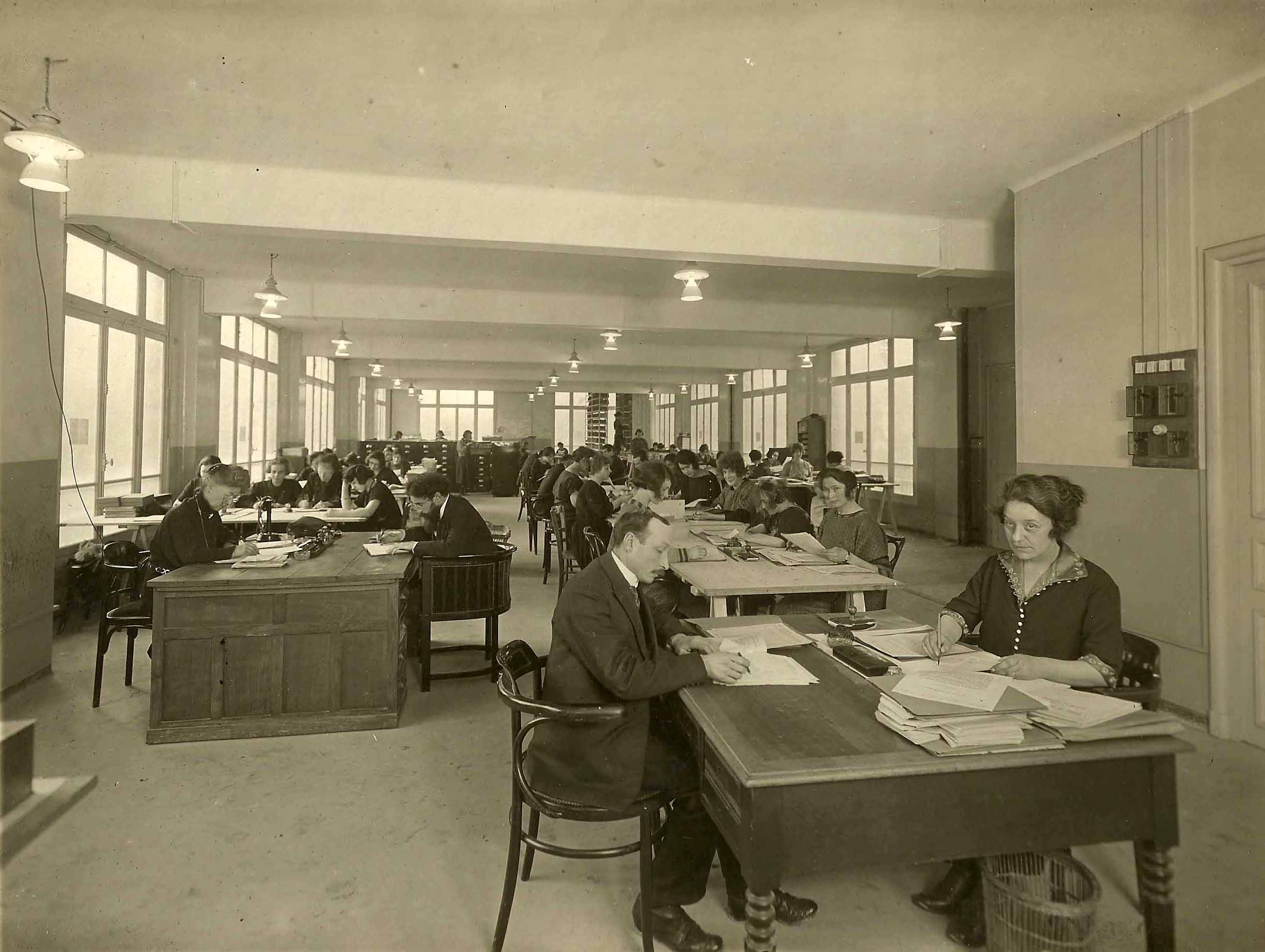
Correction des copies dans les locaux parisiens de l'École universelle (entre-deux-guerres). Les copies sont ensuite renvoyées aux élèves.

Le terme de FOAD est apparu pour la première fois en 1991, au sein d’un groupe de travail de la Commission européenne,. Elle est définie officiellement depuis 2001 par la Délégation Générale à l’Emploi et à la Formation Professionnelle (DGEFP) comme : « un dispositif souple de formation, organisé en fonction de besoins individuels ou collectifs, qui comprend des apprentissages individualisés, l’accès à des ressources et à des compétences locales ou à distance, et qui n’est pas exécuté nécessairement sous le contrôle permanent d’un formateur ».
La première forme de formation à distance systématisée remonte à l'invention des cours par correspondance en 1840 en Angleterre par Isaac Pitman. Ils étaient à l'origine prévus pour un public éloigné de l'enseignement « classique » (notamment les femmes et les ouvriers).
Aujourd'hui, la formation à distance est l'une des cinq filières composant les industries éducatives (Edtech). En France, dans le Bulletin officiel du travail, de l’emploi et de la formation professionnelle - No 2001/16 - du 5 septembre 2001 la formation ouverte et à distance est définie comme un dispositif souple de formation organisé en fonction de besoins individuels ou collectifs (individus, entreprises, territoires). Elle comporte des apprentissages individualisés et l’accès à des ressources et compétences locales ou à distance. Elle n’est pas exécutée nécessairement sous le contrôle permanent d’un formateur.
Si la FOAD peut répondre à des situations d'éloignement avec la formation souhaitée, elle peut également être mise en avant pour les situations de handicap, la formation ne nécessitant pas de travaux pratiques, de non-disponibilité horaire pour la personne souhaitant suivre une formation, de contraintes financières, etc. Elle peut concerner tant des élèves, des étudiants, des personnes en période d'inactivité que des personnes en période d'activité.
Le tutorat, l'apprentissage et des séances de cours traditionnels en salle peuvent y être associés. Il existe des tutorats à distance.

## Typologie

### La rupture de l'unité de temps et de lieu dans l'apprentissage
Il existe plusieurs manières de catégoriser les dispositifs de formation ouverte et/ou à distance. L'une d'entre elles consiste à observer le type de rupture par rapport à un enseignement présentiel « classique » :
- S'il y a rupture de l'unité de lieu, c'est-à-dire si les étudiants et les professeurs ne sont pas au même endroit lors de l'enseignement, on utilise le terme de « formation à distance » ;
- S'il y a rupture de l'unité de temps et d'action, c'est-à-dire si les enseignements peuvent être suivis à des moments différents (même au sein d'un lieu donné), on utilise le terme de « formation ouverte » ;
- Si les unités de temps et de lieu sont rompues, on utilise le terme de « formation ouverte et à distance ».

Cette typologie comporte deux limites principales (qui seront dépassées dans la typologie suivante). La première est le fait que certains dispositifs jouent sur deux tableaux à la fois : les classes inversées par exemple, peuvent comporter à la fois une phase présentielle interactive et une phase à distance, digitalisée ou non. Elles sont donc à la fois des formations présentielles classiques (unité de temps et de lieu dans l'apprentissage) et des formations ouvertes et à distance (rupture de l'unité de temps et de lieu). Les cours par correspondance supervisés, consistant à réunir des étudiants par correspondance au sein d'un même lieu sous la supervision d'un tuteur, sont également dans un entre-deux. Certes, les étudiants sont dans un même lieu (unité de lieu) au même moment (unité de temps), mais l'enseignement suivi a lieu ailleurs (rupture de l'unité de lieu). On retrouve ces types de dispositifs dans des zones faiblement habitées comme l'Australie, mais aussi plus récemment en France avec le projet de « Campus connectés » où « les jeunes peuvent suivre, près de chez eux, des formations à distance dans l'enseignement supérieur tout en bénéficiant d'un tutorat individuel et collectif. ». On parle alors ici de « formations hybrides », c’est-à-dire de formations alliant les dimensions à distance et en présence.

### En fonction de l'utilisation (ou non) de réseaux électronique et la présence (ou non) de formateurs
Il est possible de préciser la classification des dispositifs de FOAD en croisant deux variables : la présence ou l’absence de réseau électronique ; la présence ou l’absence de formateurs. Élaborée par Bernard Blandin en 1999, cette typologie présente un schéma divisé en quatre quadrants avec de gauche à droite : l'absence ou la présence de réseau électronique ; de haut en bas : la présence ou l'absence de formateur.

#### Les dispositifs de «formation à distance traditionnels»
Ils constituent le premier quadrant. Ils regroupent les cours par correspondance, les cours par radio et les cours par télévision. L’apprentissage s’effectue en l’absence de professeurs et de réseaux électroniques, en délivrant un contenu prévu à l’avance (respectivement écrit, oral ou visuel).

#### Les dispositifs «basés sur des centres de ressources»
Ils constituent le second quadrant. L’apprentissage combine la mise à disposition de ressources pour les utilisateurs sur un lieu donné (absence de réseau électronique) à la suite de la définition d’un plan de formation personnalisé (présence d’un formateur). On trouve des centres de ressources sur des sites industriels ou des centres de formation professionnels ou universitaires, comme le Réseau Universitaire des Centres d’Autoformation (RUCA).
Des stages pratiques de courte durée en entreprise peuvent être réalisés dans le cadre d'une formation à distance. Ils permettent de mettre en pratique les connaissances apprises durant la formation et de découvrir les réalités du terrain. La difficulté est parfois de trouver l'organisme qui correspond au besoin car les typologies sont multiples et les benchmarks manquants

#### Les dispositifs detéléformationet campus virtuels
Ils constituent le troisième quadrant. L’apprentissage s’effectue en présence d’un formateur et d'un réseau électronique. Ces deux modes d’enseignement consistent à reproduire les conditions d’études présentielles, en ligne. La téléformation (incluant la visioconférence et l’audioconférence) tente de reproduire les interactions en temps-réel de la salle de classe, recréant une unité de temps dans l’apprentissage. On parle alors de dispositifs « synchrones » : « L’apprentissage est synchrone si l’élève suit à distance un cours qui a lieu au même moment ou participe à un chat dont l’objet est l’approfondissement de notions à acquérir (classe virtuelle). L’apprentissage est asynchrone si l’élève peut accéder à des cours ou à des ressources pédagogiques au moment qu’il lui convient, compte tenu de ses contraintes d’emploi du temps (cas des étudiants qui travaillent, voyagent ou ayant des contraintes domestiques) ».
Les campus virtuels (à ne pas confondre avec les « classes virtuelles » citées plus haut) désignent l’ensemble des fonctionnalités offertes par une institution pour reproduire les conditions de travail étudiantes présentielles. Ils tentent de « recréer une « université virtuelle » avec toutes ses fonctionnalités : administration des cursus, inscriptions, informations administratives, cours en ligne, contacts étudiants/enseignants, bibliothèque et centre de ressources en ligne, échanges entre étudiants, échanges entre enseignants… ». Selon l’auteur, les exemples les plus aboutis se trouvent en Amérique du Nord. Il cite la Western Governors University et la California Virtual University. Au Canada, il présente le Telecampus du New Brunswick et le programme d'éducation à distance en français Télécolombie. Les « campus virtuels » sont surtout en lien avec les « universités ouvertes » (comme l'Open University Britannique) ces universités axant leur développement sur des formations en ligne aux conditions d’accès souples (tant au niveau des modalités de suivi que d’inscriptions) avec l’accompagnement d’un tuteur-rice (en ligne).

#### Les dispositifs d’auto-formation en ligne
Ils constituent le quatrième quadrant. L’apprentissage se déroule en ligne, sans présence d’un professeur. Typiquement, ce sont les MOOCs. On différencie une formation à distance de l’autodidactie lorsqu'une institution éducative est impliquée, car « il ne suffit pas d’apprendre seul en dehors d’un établissement d’enseignement pour être en formation à distance » comme l'explique la chercheuse Viviane Glikman.

#### Tableaux récapitulatifs
Les deux tableaux ci-dessous récapitulent les deux classifications énoncées plus haut par Blandin (la première de 2004 et la seconde de 1999). Le premier reprend les éléments relatifs à la distinction réseau/professeur, tandis que le second revient sur la définition formation ouverte et/ou à distance en fonction du type de rupture. Ces deux tableaux mettent en évidence la diversité des classifications au sujet des dispositifs de formations à distance. Le chiffre de la première colonne indique le chiffre du quadrant de la typologie de Blandin (1999) dont une partie des exemples est tirée de son article. Les chiffres entre parenthèses signifient un ajout.
| Nº  | Dispositifs                             | Caractéristiques                                             | Type                                                                                              | Exemples                                                                                                |
| --- | --------------------------------------- | ------------------------------------------------------------ | ------------------------------------------------------------------------------------------------- | --- |
| 1   | Formation à distance « traditionnelle » | - Absence de formateur - Absence de réseau électronique      | Cours par correspondance                                                                          | Des cours par correspondance de Pitman en 1840 aux cursus par universitaires par correspondance actuels |
|     |                                         |                                                              | Cours par radio et télévisés                                                                      | Radio Sorbonne ou la RTS (Radio Télévision Scolaire)                                                    |
| 2   | Centres de ressources                   | - Présence de formateurs - Absence de réseau électronique    | Au sein des entreprises ou des Universités                                                        | Réseau universitaire des centres d’autoformation (RUCA)                                                 |
| (2) | Enseignement à distance supervisé       |                                                              | Cours par correspondance sous la supervision d’un tuteur                                          | Dans les zones faiblement habitées (Australie…). En France : Les Campus Connectés                       |
| 3   | Téléformation                           | - Présence de formateurs - Présence d’un réseau électronique | Classes virtuelles                                                                                | Au sein des Universités, des écoles d’ingénieurs et des entreprises…                                    |
|     |                                         |                                                              | Préceptorat/tutorat à distance (face-à-face)                                                      | Formations de bureautiques en interne et commerciales…                                                  |
| 3   | Campus virtuels                         |                                                              | Ressources en ligne et dispositifs d’échanges (chat, classe virtuelles, forum…)                   | Western Governors University, Université Ouverte de Catalogne, la Fern-Universität…                     |
| 3   | Classe inversée                         |                                                              | Une partie de l’apprentissage se déroule en ligne à distance, l’autre en présence et interactive. | Khan Academy                                                                                            |
| 4   | Auto-formation en ligne                 | - Absence de formateur - Présence d’un réseau électronique   | Ressources en ligne utilisables sans accompagnement                                               | Moocs en tous genre (institutionnels, associatifs, privés…)                                             |

| Nº  | Dispositifs                             | Rupture unité de lieu | Rupture unité de temps | Type de formation               |
| --- | --------------------------------------- | --------------------- | ---------------------- | ------------------------------- |
| 1   | Formation à distance « traditionnelle » | Oui                   | Oui                    | Formation ouverte et à distance |
| 2   | Centres de ressources                   | Non                   | Oui                    | Formation ouverte               |
| (2) | Enseignement à distance supervisé       | Oui/non               | Oui                    | Formation ouverte et à distance |
| 3   | Téléformation                           | Oui                   | Non                    | Formation à distance            |
| 3   | Campus virtuels                         | Oui                   | Non                    | Formation à distance            |
| (3) | Classe inversée                         | Oui/non               | Oui/non                | Formation ouverte               |
| 4   | Auto-formation en ligne                 | Oui                   | Oui                    | Formation ouverte et à distance |

### En fonction de l'axe présence - distance
On peut également classer les différents dispositifs de FOAD en fonction d'un axe présence - distance.
En « présence réduite », la majorité des apprentissages se fait à distance, avec peu de présence dans les locaux. Les apprenants doivent être autonomes et à l’aise avec les outils numériques :  « [Avec le présentiel réduit], il est moins question d'envisager une simple transmission d'informations mais plutôt de créer des conditions pédagogiques et organisationnelles favorables à l'apprenant »
.
En « présence améliorée », l’apprentissage est équilibré entre des temps en présentiel et à distance. On y retrouve l’utilisation d’outils numériques (forums, vidéos, etc.) et un encadrement plus régulier en présentiel.
En « Formation en présence enrichie », l’essentiel de l’apprentissage se fait en présentiel, avec l’appui d’outils numériques pour compléter et approfondir les cours. Ce modèle est plus traditionnel, offrant une continuité dans les pratiques pédagogiques classiques tout en intégrant des ressources en ligne.

## Les avantages et les inconvénients
Il est difficile d'évaluer les avantages et les inconvénients des dispositifs d'enseignement ouvert et/ou à distance, ils dépendent du profil de l'étudiant et du type de dispositifs de FOAD en question.
Pour certains, l'absence de professeurs sera une chance (par exemple pour des étudiant-es ayant parfaitement intériorisé-es les attentes scolaires), pour d'autres une difficulté.
De plus, tous les dispositifs de FOAD ne se valent pas en matière de liberté de temps et de lieu de travail : tandis qu'une formation par correspondance (uniquement basée sur l'envoi de cours écrits et des examens en fin de semestre) offre une liberté quasi totale dans le choix du lieu et du moment d'étude, les cours en visioconférences (comme ceux expérimentés par de nombreux étudiant-es pendant la crise sanitaire) imposent des contraintes similaires à des cours en présentiel (obligation d'être connecté dans un lieu et à un moment donné). Ainsi, il n'est pas possible de définir des « avantages » inhérents à ces modes d'études, si ce n'est au cas-par-cas entre des étudiant-es et des dispositifs de FOAD clairement définies.

## En France

### L'Éducation nationale
En France, les formations à distance sont disponibles via des organismes privés, des universités sur certains diplômes ou encore le Centre National d'Enseignement à Distance (CNED), un établissement public français spécialisé dans l'enseignement par correspondance.
Le Centre national d'enseignement à distance (CNED) concerne notamment les élèves ne pouvant suivre une scolarité « classique ». L'Éducation nationale par le CNED délivre des formations allant de la grande section de maternelle au baccalauréat. Le Cned offre également la possibilité de suivre des enseignements plus spécialisés et permet ainsi de se former tout au long de la vie.

#### M@gistère
Depuis 2014, la plateforme m@gistère permet aux enseignants rattachés au ministère de l'Éducation nationale de suivre des formations aux modalités multiples (en présence, à distance, hybride), dans le cadre de la formation initiale ou continue.
Spécifiquement, la plateforme s'adresse :
- aux enseignants du 1er et du 2d degré, CPE et professeurs documentalistes des établissements publics et privés sous contrat ;
- aux personnels d’encadrement et inspecteurs ;
- aux étudiants et professeurs des Inspé.

Les formations peuvent être mises en œuvre dans le cadre du plan départemental, académique ou national de formation, et contextualisées par des formateurs qui accompagnent les activités des apprenants. Les enseignants ont aussi la possibilité d'accéder à un catalogue de formations en autoformation, bénéficiant d'un accès immédiat à des parcours de formation courts, en autonomie. Qu’elles soient à distance ou en présence, individuelles ou collectives, ces activités permettent des interactions sociales fondamentales dans tout dispositif de formation.

### Les alternatives au CNED
Depuis quelques années, le soutien scolaire à distance se développe soit par des cours et des exercices interactifs en ligne comme le propose gratuitement l'association Sesamath (uniquement pour les mathématiques) ou encore Maxicours, soit par des cours en ligne et en direct comme le propose gratuitement Prof Express (maths, français, anglais, histoire, géographie, philosophie, sciences physiques, sciences de la vie et de la terre) depuis 2007 ou de manière payante Channel Progress depuis 2010. Il existe aussi des spécialistes de l'apprentissage des langues à distance par télé-enseignement comme Telelangues ou elycee pour le développement du français à l'étranger. Depuis 2009, le premier établissement d'enseignement à distance en direct par Internet pour le secondaire a été créé : l'École Française en Ligne. Il s'agit d'un collège et d'un lycée qui propose aux enfants déscolarisés par contrainte ou par choix tous ses cours par télé-enseignement.

### L'enseignement supérieur
À la suite du développement des nouvelles technologies, un rapide développement du télé-enseignement auprès de l'enseignement supérieur est apparu. Auparavant, les formations étaient limitées à certains domaines de l'enseignement supérieur comme le droit, les lettres. L'apparition du télé-enseignement permit de rendre accessibles des formations techniques comme l'informatique, les mathématiques, la physique…
L'enseignement à distance fut encouragé par le ministère de l'Éducation nationale, de l'Enseignement supérieur et de la recherche par la création de la FIED qui vise à regrouper les Centres de Télé-Enseignement Universitaires (CTEU), les Services d'Enseignement à Distance (SEAD)…
Le CNAM, ou Conservatoire national des arts et métiers, propose également des formations à distance, comme alternative aux cours du soir. Deux périodes d'inscription : en septembre et en février.
Enfin, le référencement de l'ensemble des formations à distance du secteur public de l'enseignement supérieur est regroupé sur le portail : sup-numerique.gouv.fr. Ce portail référence également les MOOC (modules de formation courts et gratuits en ligne) ainsi que les ressources en auto-formation proposés par les établissements publics de l'enseignement supérieur. Sup-numerique a pour partenaires le Cned, le CNAM et la FIED.